# Arbaa Ait Ahmed
Arbaa Ait Ahmed (àrab أربعاء آيت احمد) és una comuna rural de la província de Tiznit de la regió de Souss-Massa. Segons el cens de 2014 tenia una població total de 5.257 persones.